# Cuproauride
La cuproauride (simbolo IMA: Cua) è un minerale del supergruppo della perovskite facente parte del supergruppo dell'auricupride, che fa capo al gruppo delle perovskiti non stechiometriche; possiede composizione chimica Cu3Au e fa parte dei cosiddetti "elementi nativi".
Il minerale è questionable, ossia la sua validità come specie indipendente non è ancora stata accertata dall'Associazione Mineralogica Internazionale (IMA) e potrebbe essere identica all'auricupride. Un ritrovamento descritto nel 2009 potrebbe permettere di accertare la validità della specie.

## Classificazione
Nella Sistematica dei lapis (Lapis-Systematik) di Stefan Weiß il minerale si trova nella classe degli "elementi" e nella sottoclasse dei "metalli, composti intermetallici e leghe", dove la cuproauride forma il sistema nº I/A.01 insieme ad anyuiite, argento nativo, bogdanovite, auricupride, hunchunite, novodneprite oro nativo, rame nativo, tetra-auricupride e yuanjiangite.
La classica nona edizione della sistematica minerale di Strunz, che è stata aggiornata l'ultima volta dall'Associazione Mineralogica Internazionale (IMA) nel 2009, elenca la cuproauride nella classe "1. Elementi nativi" e nella sottoclasse "1.A Metalli e leghe intermetalliche"; questa viene ulteriormente suddivisa con riferimento al metallo presente con maggior quantità nel minerale, in modo tale che la cuproauride possa essere trovata nella sezione "1.AA Famiglia del rame-cupalite" dove insieme all'auricupride forma il sistema nº 1.AA.10.a.
Anche nell'edizione successiva, proseguita dal database "mindat.org" e chiamata Classificazione Strunz-mindat, l'auricupride mantiene la stessa classificazione.
Nell'ottava edizione della classificazione dei minerali secondo Dana, usata principalmente nel mondo anglosassone, la cuproauride è elencata nella classe degli "elementi" e nella sottoclasse degli "elementi: Elementi metallici diversi dal gruppo del platino"; qui forma il "gruppo dell'auricupride" con il numero di sistema 01.01.02 insieme ad auricupride, tetra-auricupride, yuanjiangite e un nuovo minerale composto da oro e rame con formula Au3Cu.

## Origine e giacitura
La cuproauride è un minerale molto raro ed è stato trovato in pochi siti quasi tutti in Russia: nella Terra di Francesco Giuseppe (oblast' di Arcangelo), nel circondario del Tajmyr (territorio di Krasnojarsk), a Olenegorsk (oblast' di Murmansk), nell'Ol'ginskij rajon, nella Repubblica di Carelia, nel distretto di Tes-Khemsky e nella repubblica di Tuva.
Un sito probabile, ma non confermato, per la cuproauride è nella regione Autonoma del Tibet, nella contea di Gê'gyai.